# Standing on the inside
Standing on the inside is een single van Neil Sedaka. Het is afkomstig van zijn album The tra-la days are over. Het was het resultaat van een kortstondige samenwerking tussen de artiest en MGM Records. Het platencontract met RCA Victor was ontbonden en hij zou overstappen naar Polydor. Op zowel single als album werd Neil Sedaka begeleid door 10cc, in hun geluidsstudio vonden dan ook de opnamen plaats in de lente van 1973.
Standing on the inside werd niet uitgegeven in de Verenigde Staten. In het Verenigd Koninkrijk bereikte de plaat in negen weken notering de 26e positie in de UK Singles Chart.
In Nederland werden zowel de Veronica Top 40 op Radio Veronica als de Daverende Dertig op Hilversum 3 niet bereikt.
Ook in België werden zowel de voorloper van de Vlaamse Ultratop 50 als de Vlaamse Radio 2 Top 30 en de Waalse hitlijst niet bereikt.

## Full House
Dat gemis van een hit in Nederland en België werd in de zomer van 1976 opgeheven. De Nederlandse gelegenheidsformatie Full House bracht het uit onder leiding van muziekproducent Albert Hol met op de achtergrond Ron Brandsteder, destijds als plugger werkzaam bij CBS, later bij Sony. De B-kant Johnny is dan ook geschreven door Hol en Brandsteder samen. Full House kwam qua opnames niet verder dan twee singles. Op de platenhoes is de krullenkop van Frank Kramer duidelijk te zien.
Albert Hol was de gitarist van Unit Gloria en vanaf 1978 veertien jaar de man van Bonnie St. Claire.

## Achtergrond
In Nederland was de plaat op vrijdagavond 9 juli 1976 Veronica Alarmschijf in haar destijds één uur zendtijd op Hilversum 3 en werd een gigantische hit op de nationale publieke popzender. De plaat bereikte de 2e positie in de Nederlandse Top 40 en de 3e positie in de Nationale Hitparade. In de op Hemelvaartsdag 27 mei 1976 gestarte TROS Europarade, werd de 5e positie bereikt.
In België bereikte de plaat de 2e positie in de voorloper van de Vlaamse Ultratop 50 en de 3e positie in de Vlaamse Radio 2 Top 30. In Wallonië werd de 36e positie behaald.

## Hitnoteringen
Jesse Green met Nice and slow hield in de diverse hitlijsten Full House van de eerste plaats af.

### Nederlandse Top 40
Veronica Alarmschijf op Hilversum 3 09-07-1976.
| Positie: | 13 | 6 | 3 | 2 | 3 | 6 | 12 | 19 | 29 | 37 | uit |

### Nationale Hitparade
| Positie: | 20 | 11 | 3 | 3 | 3 | 3 | 7 | 6 | 12 | 21 | uit |

### TROS Europarade
Hitnotering: 29-07-1976 t/m 16-09-1976. Hoogste notering: #5 (1 week).

### Vlaamse Radio 2 Top 30
| Positie: | 15 | 7 | 4 | 3 | 3 | 3 | 6 | 11 | 21 | 22 | 23 | uit |

### Vlaamse Ultratop 50
| Positie: | 12 | 7 | 3 | 2 | 4 | 6 | 8 | 12 | 15 | 25 | uit |

### NPO Radio 2 Top 2000
| Nummer met noteringen in de NPO Radio 2 Top 2000 | '99  | '00  |
| ------------------------------------------------ | ---- | ---- |
| Standing on the inside                           | 1959 | 1907 |

1. ↑  Een vetgedrukt getal geeft de hoogste notering aan.
2. ↑  Deze tabel is bijgewerkt tot en met de meest recente editie (2024).